# Khariar Road
Khariar Road é uma cidade no distrito de Nuapatna, no estado indiano de Orissa.

## Demografia
Segundo o censo de 2001, Khariar Road tinha uma população de 16,627 habitantes. Os indivíduos do sexo masculino constituem 51% da população e os do sexo feminino 49%. Khariar Road tem uma taxa de literacia de 61%, superior à média nacional de 59.5%: a literacia no sexo masculino é de 70% e no sexo feminino é de 51%. Em Khariar Road, 14% da população está abaixo dos 6 anos de idade.